# 西畑駅
西畑駅（にしはたえき）は、千葉県夷隅郡大多喜町庄司にある、いすみ鉄道いすみ線の駅である。

## 歴史
香川トヨタ・香川トヨペットが命名権を購入し、momoを冠した愛称としている。
第二次世界大戦末期から終戦直後にかけて、一時的に営業が休止されていたことがある。当時の時刻表では全列車通過になっている時期と、停車列車が存在している時期があり、正式に営業休止の告示がなされていないため正式な休止期間は不明である。以下の休止期間は参考文献に掲載のものである。

### 年表
- 1937年（昭和12年）2月1日：国鉄木原線の駅として開業[1][5]。開業当初はガソリンカー運行の列車のみ停車、蒸気機関車運行の列車は通過扱いであった。
- 1945年（昭和20年）6月10日：営業休止。
- 1946年（昭和21年）6月10日：営業再開。
- 1954年（昭和29年）9月16日：駅員無配置駅となる[6]。
- 1987年（昭和62年）4月1日：国鉄分割民営化に伴い、JR東日本の駅となる[1]。
- 1988年（昭和63年）3月24日：木原線の第三セクター鉄道転換に伴い、いすみ鉄道いすみ線の駅となる[1][7]。

## 駅構造
単式ホーム1面1線を有する地上駅。無人駅である。

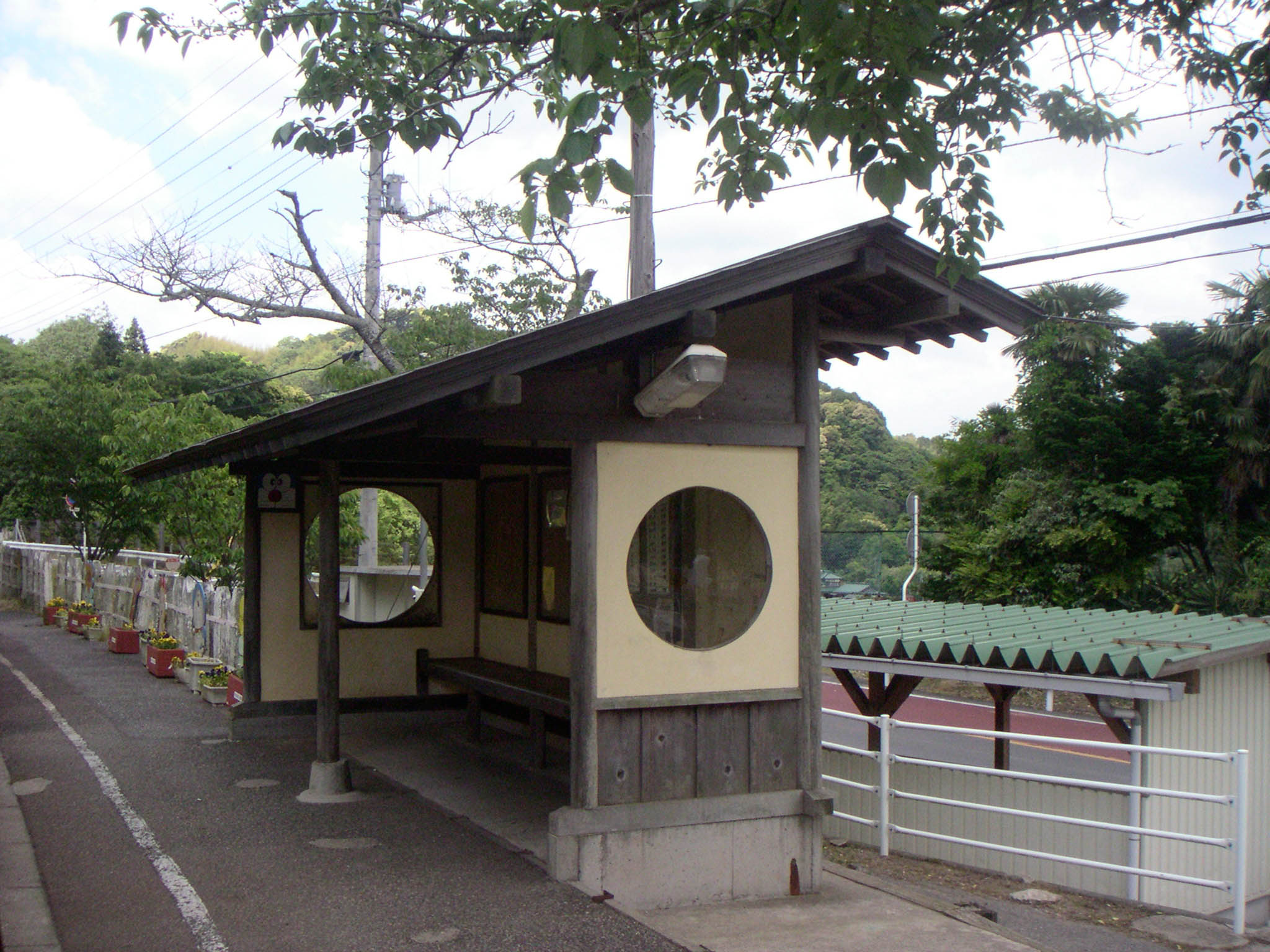
待合所（2005年5月）

## 利用状況
2020年度の1日平均乗車人員は3人である。
近年の一日平均乗車人員推移は下表の通り。
| 年度               | 一日平均 乗車人員 |
| ------------------ | ----------------- |
| 2007年（平成19年） | 32                |
| 2008年（平成20年） | 29                |
| 2009年（平成21年） | 19                |
| 2010年（平成22年） | 14                |
| 2011年（平成23年） | 15                |
| 2012年（平成24年） | 16                |
| 2013年（平成25年） | 14                |
| 2014年（平成26年） | 12                |
| 2015年（平成27年） | 11                |
| 2016年（平成28年） | 9                 |
| 2017年（平成29年） | 6                 |
| 2018年（平成30年） | 5                 |
| 2019年（令和元年） | 7                 |
| 2020年（令和02年） | 3                 |

## 駅周辺
駅北側（駅出入口側）には国道465号が走り、住宅が点在している。また、西畑川が流れ、田園地帯が広がる。駅南側（駅出入口と反対側）には三条大塚山（標高241メートル）が聳える。
- 国道465号
- 大多喜町役場 西畑出張所
- 大多喜町立西小学校
- 大多喜町農村コミュニティーセンター
- 庄司生活環境改善センター
- JAいすみ 西畑支所
- 三条大塚山自然公園 万葉ロード
- 紙敷川（灘滝、南高滝など）
- チーズ工房 千

## バス路線
| のりば   | 系統 | 主要経由地                 | 行先       | 運行会社 | 備考     |
| -------- | ---- | -------------------------- | ---------- | -------- | -------- |
| 西畑小前 |      | 中野駅・老川               | 粟又       | 小湊鉄道 | 休日運休 |
| 西畑小前 |      | 中野駅・老川               | 養老渓谷駅 | 小湊鉄道 |          |
| 西畑小前 |      | 総元駅前・東総元・大多喜駅 | 大多喜車庫 | 小湊鉄道 |          |

## 隣の駅
いすみ鉄道
■いすみ線
総元駅 - 西畑駅 - 上総中野駅